# Уровене
Уро̀вене или У̀рвене е село в Северозападна България. То се намира в община Криводол, област Враца.

## География
Село Уровене се намира на 25 км северозападно от Враца и на 5 км южно от Криводол. Релефът е равнинен. През селото тече малка река, която е ляв приток на Ботуня. Съседни села са Големо Бабино (на изток), Сумер и Стубел (на юг), Липен (на запад) и Ракево (на север). Според данните от последното преброяване в селото живеят 171 души.

## История
На запад от селото са открити останки от тракийско селище от желязната епоха, а на север – римски гробници и мавзолей от II в. Мавзолеят е уникален за България – единственият открит мавзолей от римската епоха в нашите земи. Представлява осмоъгълна каменна постройка с крипта, която има полусферичен свод и три полуцилиндрични погребални ниши. Наблизо в местността Росненец са открити и развалини на голяма римска вила рустика, съществувала между II и IV в.
На запад от днешното село е имало и раннобългарско селище в периода преди османските завоевания.
Според изследователя Богдан Николов името на селото е жителско име, т.е. показва, че това са жителите на Урвен (от старобългарската дума „оуръв“). Със същия произход е името на крепостите с име Урвич.
През 2013 г. е открит първият параклис в селото, построен изцяло с дарителски средства.

## Население
Преброяване на населението през 2011 г.
Численост и дял на етническите групи според преброяването на населението през 2011 г.:
|                     | Численост | Дял (в %) |
| Общо                | 123       | 100,00    |
| Българи             | 118       | 95,93     |
| Турци               | 0         | 0,00      |
| Цигани              | 0         | 0,00      |
| Други               | 0         | 0,00      |
| Не се самоопределят | 0         | 0,00      |
| Неотговорили        | 5         | 4,06      |